# کرم نخود
کرم نخود (نام علمی: Cydia nigricana) نام یک گونه از تیره برگ‌پیچان است.